# 神戸伊三郎
神戸 伊三郎（かんべ いさぶろう、1884年（明治17年）1月3日 - 1963年（昭和38年）6月7日）は日本の理科教師、科学教育研究者。栃木県生まれ。大正期のもっとも指導的な理科教育研究者の一人である。

## 概要
大正から昭和にかけて、主に奈良女子高等師範学校の教師を務め、第二次世界大戦前の国定教科書時代の、もっとも指導的な教育研究者の一人である。児童・生徒用の科学読みものや教科書を多数執筆。1922年（大正11年）に『学習本位理科の新指導法』を出版し、千葉命吉の影響を受けた児童中心の創造教育の立場に立ち、当時主流だった、「事実から法則を引き出し実験で確認する」ヘバルト派の帰納法ではなく、デューイ・及川平治の仮説実験的認識論の教育法を採り入れ、「実験前の予想の必要性」を重視した「新学習過程」を提唱した。戦後の仮説実験授業の先駆的研究を残した。

## 経歴
井口尚之（1985年）による。
- 明治17年（1884年）1月3日。栃木県下都賀郡絹村大字田川60番地[注 1]に生まれる。
- 明治23年（1890年）、薬師寺尋常高等小学校に入学する。後に転学。
- 明治28年（1895年）、河内郡吉田尋常小学校4カ年の課程を終え卒業。
  - 4月、吉田尋常小学校高等科に入学。
- 明治32年（1899年）、高等科4カ年を終え卒業。成績優秀で表彰を受ける。
- 明治33年（1900年）、栃木県師範学校に入学。
- 明治37年（1904年）7月、師範学校卒業。
  - 7月、栃木県下都賀郡栃木高等小学校の訓導となる[注 2]。
- 明治39年（1906年）、広島高等師範学校に入学。
- 明治43年（1910年）、広島高等師範学校本科博物学部を優等で卒業[注 3]。
  - 3月、佐賀県師範学校教諭に任じられる。博物科担当。
- 大正4年（1915年）、文部省の視察で施設整備の改善と講習会等の実績を評価される[注 4]。
- 大正7年（1918年）、奈良女子高等師範学校教諭兼訓導に任じられる[注 5]。
- 大正8年（1919年）、奈良女子高等師範学校助教授に任じられる。
- 大正9年（1920年）、『尋常小学校第四学年理科教材とその取り扱い』（共著）出版。
- 大正11年（1922年）、『学習本位 理科の新指導法』出版。
- 大正12年（1923年）、奈良女子高等師範学校教授に任じられる。動物学担当。
- 大正15年（1926年）、『理科学習原論』、『指導詳案・教材精説 理科教材各論 尋四』出版。
- 昭和2年（1927年）、『指導詳案・教材精説 理科教材各論 尋五』出版。
- 昭和6年（1931年）、『ゼネラルサイエンス 一般理科教授法』出版。
- 昭和7年（1932年）、『ゼネラルサイエンス 一般理科教授法の実際』出版。
- 昭和9年（1934年）、『幼年理科教育の実際』出版。
- 昭和10年（1935年）、『指導詳案・教材精説 理科教材各論 尋六』出版。
- 昭和11年（1936年）、『理科教授学』出版。
- 昭和13年（1938年）、『日本理科教育発達史』出版。
- 昭和14年（1939年）、『理科教育実際指導の要訣』、『新国語読本の理科教材解説』出版。
- 昭和22年（1947年）、東大寺内青々中学校創立に関わり、同校の講師となる。
- 昭和26年（1951年）、東大寺内青々中学校を辞任。
- 昭和38年（1963年）6月7日。死去。

## 時代背景
神戸伊三郎が教育に関わったのは大正デモクラシーの時代で、当時は教師主体の教育から児童中心の自由主義教育（新教育）に転換しつつある時代だった。神戸伊三郎が勤務した奈良高等女子師範学校附属小学校では、主事の木下竹次を中心に自学主義の合科学習が大正9年（1920年）から行われていたので、神戸もその考えで教育に取り組んだ。新教育では児童の主体的な活動が重んじられ、そのための教科や学習指導方法が問題とされた。

## 神戸の教育思想の背景

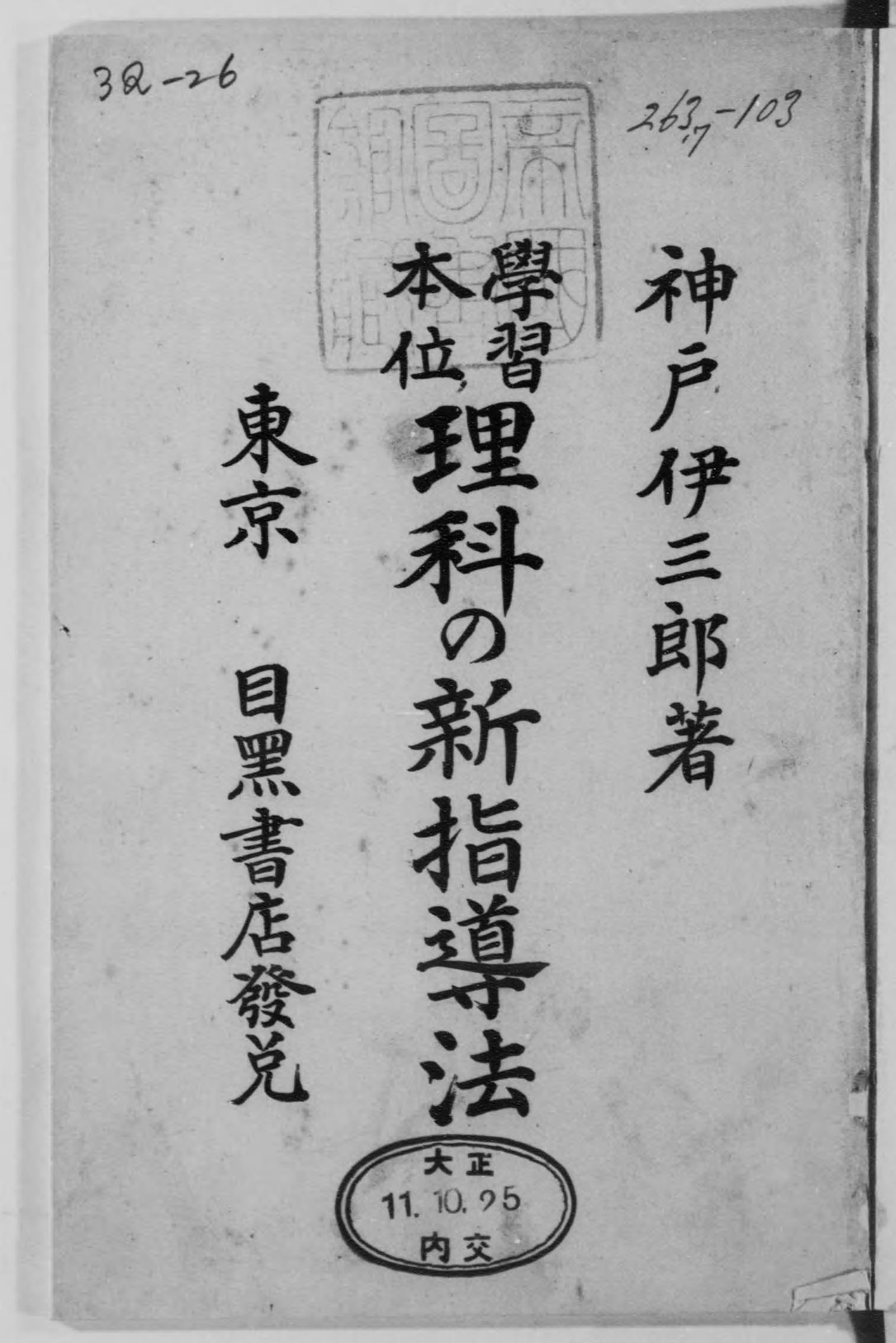
神戸伊三郎『理科の新学習指導法』1922年（大正11年）

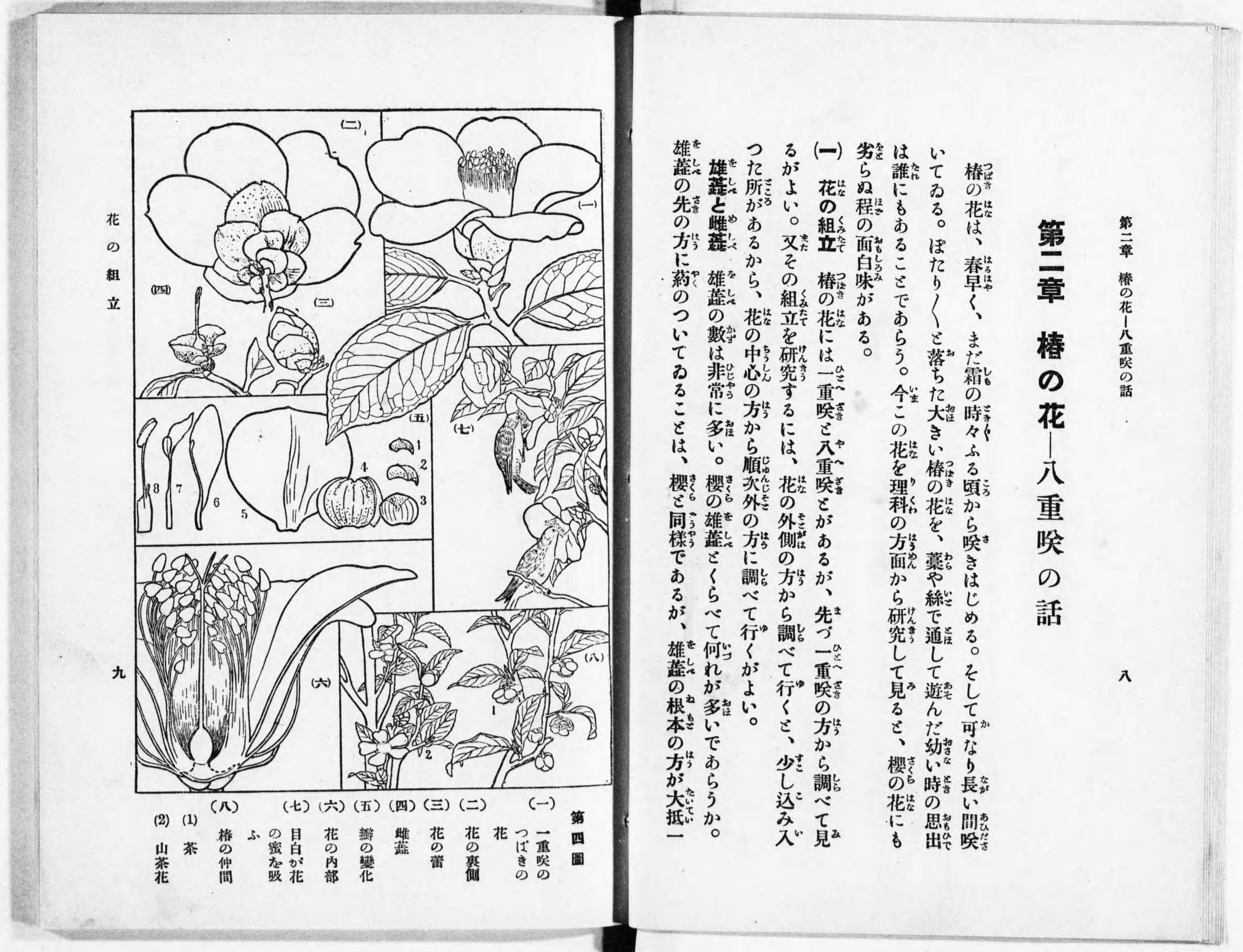
神戸伊三郎『学習資料百科全書. 植物学 児童の植物学』大正14年（1925年）

神戸は当時のヘルバルト派の教育が普及してる中で、デューイの『民主主義と教育』の考えを採り入れている。デューイの思想は及川平治によって紹介されていたので、神戸は及川の「学習過程論」の影響を受けたと思われる。また神戸は1918年10月から1920年の2年間に千葉命吉と共に附属小学校教員として働いており、千葉命吉の「創造教育の理論」の影響を受けたと思われる。
大正新教育運動以前に日本を支配していた教育方法は、ヘルバルト派の五段階教授法である。これは「予備・提示から比較・総括へ進む構成」となっており、帰納主義の立場で、「その認識論的な正しさは疑うことができない」とされていた。ところが新教育思想によって子供の学習過程・認識過程に改めて目が向けられるようになると、ヘルバルト派の間違いが見いだされるようになった。
神戸伊三郎は抽象的な理論にとどまった千葉とは違い、及川の学習過程論をうけつぎ、それを理科の「新学習課程」として定式化した。神戸は著書に一冊の参考文献もあげず、自分の「新学習課程」を提唱するに至った経緯を全く説明していないが、その理論の内容とまわりの状況から、神戸の理論が突然孤立的に提出されたとは考えられない。

## 神戸の新教育課程論
神戸は1922年に初めて「新学習課程」を公にした。彼は『学習本位 理科の新指導法』の中で「新学習課程の提案」として次のように書いた。
私は次の五段階を提案する。
- 第一段 疑問……問題の構成
- 第二段 仮定……結論の予想
- 第三段 計画……解決方法の工夫
- 第四段 遂行……観察、実験、考察、解決
- 第五段 批判……検証、発表、討議

ヘルバルト派の五段階教授法が、諸事実の提示から始まり、それらを比較して総括する、つまり帰納することによって概念法則に達するというのと違って、神戸の五段階は最初に問題、次にその結論の予想がおかれ、計画・実験・検証へ進むものである。これは及川平治の学習過程論を受け継ぎそれを定式化したものであった。
第一段の問題の構成は「児童の作れる疑問を、教師の指導のもとに共同的に選題せしめて、児童各個の解決に委（まか）す」というものである。
第二段は神戸がもっとも重要視した段で、「予想を立てる必要」を神戸は主張している。
いかなる活動にも目的がなければならぬ。…ただ漫然と実験し観察することは科学的活動の本義ではない。…何者かその分析の方向を指示するところの目的意識がなくてはならぬ。…「こうではあるまいか」という予想が生まれたときに、探求の動機が確立する。仕事に対する熱心もこれによって発動する。…予想がひらめいたときに問題の内容が明瞭になり、学習の動機も活動を始めるものである。
神戸は、
見たまえ、〈実験観察は虚心坦懐なるべし〉という言葉を。多くの理科教授法の書物の中には、何らの考察をめぐらすことなしに、翻訳そのままに、ほとんど機械的に、実験観察上の一大注意要件として、この箇条を麗々しく掲げておきます。
と批判している。神戸は帰納法を批判してこうも書いている。
フランシス・ベーコンは一般に帰納論理の創設者として知られ、近世学術の研究法に先鞭をつけ、もって自然科学の基礎を開いた科学の恩人であります。ベーコンは「およそ学問の研究は多くの事実を経験することに出発し、しかして漸次これらに通ずる法則を発見するに至るところの帰納法によらねばならぬ」と言われている。これだけであるなら名言で、まことにけっこうなことです。
…また（ベーコンは）こう言っています「中世の学者が採用するところの真理発見の方法は、自然を予断するものであって、これがそもそも誤った研究方法である」と。…すなわちその予断を誤らしめるところの、先入の見というのは、…それは妄想であって、真理探究の上に害をなすものとしているのです。帰納法の一般の解釈もこれと同様なものです。
…先入の見を無くせとは「ものを見るときは何も考えてはいけない」というのと同様であります。これでは理科の能力が伸びる道理がありません。されば、ベーコンが自然を予断することを、真理発見の方法を誤るとしたのが謬見で、かえってこの予想の発動を奨励するのが、我々学習者指導者の大切な務めである。

第三段は、「児童が独自に問題の解決方法を工夫し、独力をもって計画を立てて学習を進めるところに、真の科学的精神もそういうくふうの精神も存する」
第四段は、一歩一歩の観察、次々に起こる実験の変化を学習帳に記録し、留めさせることが勧められる。
神戸はさらに従来の帰納主義の誤りを指摘し、「実験結果が予想通りであったとしても、ただ一回の実験観察で結果を確定することは決して最良の研究態度ではない」として、「最後の段にいたって、収得したる知識をさらに形式を改めて演繹的に発表させる」ことが必要だと述べた。
第五段では、クラス共通の問題を各個人が実験・考察を勧めることを基本としている。そこで最後の段階には発表・討議がくる。神戸は討議について、「児童を社交的被暗示性を利用して、他人の研究を参考とすることができる」「児童の優勝本能を利用することになるから、個人的学習が白熱的全心的に進行する」「この場合における劣等生は、たとい発言者の立場になくとも単なる聴従者ではない。討議場における一員である。沈黙の中にあっても、力相当の判断をもってこれに臨んでいる」としている。
さらに、「討議における教師の役割は単に議長の立場にあるのが良い。彼らに干渉することなく、公平なる議長の態度を保つがよい」として、個人中心の考えがはっきり確保されている。
神戸は新学習課程の効果として、子どもたちを「全心的・白熱的」にし、「独創くふうの力」を養い、「人生無上の幸福感」を抱かせるだけでなく、「実に人を作るの道」になるとしている。

## 理科教育沈滞期の神戸
1938年（昭和13年）の『日本理科教育発達史』の中で神戸は、
我が国の理科教育は欧州大戦後に大発展を遂げて、前古未曾有の盛時を思わせましたが、大正の末期から昭和の初めにかけて、ほとんど没落の惨状を呈するに至りました。
と現状を嘆いている。その原因は日本社会が「日本精神振興」に向かったことである。神戸は同書で、
理科教育と精神教育とはそれほど相反するものであるかと。時勢の動きや思潮の波というものは実に恐ろしいもので、日本精神興作の声が高くなるにつれて、理科教育があたかも偏知教育であるかのごとく誤解されたのであります。
と述べている。
第一次世界大戦後の科学教育振興のスローガンが「独創力の養成」「科学的精神の養成」であり、そのための「生徒実験の導入」「児童本位・学習中心の理科教育の導入」だったが、その後の不況のもとで政府・支配階級・軍部の中に「科学教育は危険思想の温床である唯物論的思想の元になる」として危険視されるようになった。
科学教育は、それが科学の伝統に基づく独創的・批判的な科学的精神の育成を意図するものである限り、支配者が科学に反する行動を取ろうとするときに、支配者に対して批判的な思想を生み出すもとにならざるを得ない。科学の教育は、それが合理的・実証的な考え方を養成しようとするものである限り、不合理な社会制度と矛盾する。
このような流れの中で地方の教育担当者や校長などが支配者の意向を察して、理科教育に冷淡になり、それを厄介視するようになった。
そのような中でも神戸は、国定教科書の解説書『理科教材と其取扱』の出版で自説を曲げずに批判活動を続け、神戸の一連の著作はいずれも長い間にわたって版を重ね多くの読者を得た。それは国定『小学理科書』の存続している間生き続けた。

## 戦時中と戦後
日本の戦時体制が強まると戦争に勝つために再び科学教育の重要性が叫ばれるようになったが、政府は科学教育に日本的な態度や日本的な考え方を取り入れた日本的科学論を採り、「皇国の道に従う国民の基礎的錬成」を方針として定めた。神戸は1936年（昭和11年）から日本的科学論に基づく科学教育を排除する論文を発表した。しかし、1938年12月（昭和13年12月）に「国民学校に関する要綱」が公布された後、神戸は日本的科学論に言及しなくなった。神戸は自然科学における国境の有無に関する態度を保留し、日本的科学論が国民学校要項の思想と教育実践に影響を与えたことに言及しなくなった。
戦後の回想で神戸は1942年（昭和17年）に聴いた講演で「人間がサルから進化したという見解が、日本人を侮辱し、とくに皇室の威厳を傷つけるものである」と講演者が主張し、実際に学校教育から進化論が排除されたことを、「進化論者として進化論への誤解に反論しなかったこと」を後悔した。神戸は「涙をのんで（発言を）差し控えてしまった」が、それは「日本人の優秀性とか、日本独特の文化とかに気勢を上げていた時」であったため、「反論ができない雰囲気だった」と述べている。

## 評価
神戸の理論によって、従来の「実物・事実の実験観察至上主義」の理科教育から、子供の主体的・科学的な認識論を元にした、子供の積極的な問いかけとしての「臆説・予想」を重視したものとなり、理科教育史上に注目すべき新しい視点を持ち込んだ。また神戸の「予想の重視」は、ややもすれば「実験を行いさえすれば、子供の興味や関心を高め、授業をたのしいものにするはずだ」という安易な「実験神話」への批判になっている。神戸はそれまでの授業で行われていた、「国定教科書を予習して、教師はそれを分析解説して、その内容の証明として実験させる」という授業では、「子供の中に疑問が起こっていない、空の状態から概念だけを先に言葉として授けて、形だけの実験をしている」のであって、「子供の独自成長性の伸展が見られない」と厳しく批判し、従来の帰納法的授業の問題点を明らかにした。
しかし神戸の理論を実際の授業で実現するには「いかなる問題をいかなる順番で取り上げるべきか」ということに関する着実な研究が必要であった。彼はその難しい仕事を「教師一人一人の行うべき仕事」としてしまった。これでは新学習理論がいかに立派なものであっても、実際の授業ではなかなか適切な問題選択ができずに、期待するような授業効果はあげられなかった。
また、神戸の理論は、国定『小学理科書』時代（国定教科書時代）という、自由な教材選択がもっとも困難な時代にあらわれたものである。国定理科書の題材はあまりに断片的で盛りだくさんで、その上、児童用書には観察実験の結果が記載されていた。そこでその国定教科書を用いて、みんなで問題を取り上げ、予想して討論させて、というような学習指導を展開することはきわめて困難なことだった。それでも神戸の『理科学習原論』は国定教科書時代を通じて十数年間にわたって版を重ね、多くの教師の理科教育研究の指針とされた。しかし、国定『小学理科書』と運命を共にし、それ以降はほとんど忘れられた存在となった。
戦後に神戸の理論と多くの共通性を持つ仮説実験授業の理論が提唱されるようになって、初めて見直されるようになった。庄司和晃は神戸の理論について、次のように評価している。
「思いつき」を覚醒させ、その生長に努めることが急でじゅうぶんに組織されていない。いわゆる集団学習の手順が明確に打ち出されていないのだ。(神戸伊三郎)氏にとっては、素晴らしいところに至り着いてはいるのだが、偶然的な授業のうまさに頼っているところがあるようだ。その点に対して……仮説実験授業はある意味において集団学習をうまく作り上げたものといえよう。。
すぐれた「予想論」であることは間違いない。しかも単なる論考ではなくて実地の経験を経た上のものであることは、細かな点に至るまでさまざまな問題を投げかけてくれる。…仮説実験授業を体験したところからいえば、あまりにも心理主義的で、認識論的追求の弱さ、実験論の甘さ、討論のような社会的な働き合いや、基礎的概念の習得についての自覚の無さなどを感じさせるが、それは当時の状況というものを重ね合わせてみればいた仕方のないことであろう。そういっても、予想論としての価値は減ずるものではない。学ぶべき箇所の多いところもまた否定し得ないところである。

## 神戸の科学読み物
国立国会図書館による。
- 学習全書(東洋図書、1947年～1949年)
  - 花はなぜ美しいか
  - 栄養をどうしてとるか
  - 植物はどうしてふえるか
  - 恐龍とその仲間
  - 蝉・はえ・とんぼ : 昆虫
  - 蝶・蜂・ほたる : 昆虫
  - 花はなぜ美しいか
  - 植物はどうして生長するか
  - 植物はどうしてふえるか
  - カエルの研究はどうするか
  - 栄養をどうしてとるか : 食物と消化
  - 人はどうして出来たか : 人類と動物の進化
- 人間は進化する 生物学上から見た人間の歴史 : 学生の教養文庫
- 植物はどうして生長するか
- 植物学習図鑑
- 昆虫学習図鑑
- 魚貝学習図鑑 : 分類・形態・解剖・発生・生態
- 進化学習図鑑
- 少国民の動物 : 飼育観察
- 昆虫学習図鑑 : 採集・分類・形態・生態・発生 改訂版